# XADO
SARL XADO (XADO Holding Ltd) est une société ukrainienne produisant des revitalisants, des huiles et lubrifiants.

## Historique
La société a été fondée en 1991 à Kharkov (Ukraine). Le nom de "XADO '- acronyme des mots". Harkovsky dom " En 1998, la gestion de l'entreprise a été breveté l'invention du revitalisant (additifs pour lubrifiants). Le premier produit de la société d'emballage de consommation 
(Gel-revitalisant pour les moteurs) vu le jour en  décembre 1999. En 2004, en collaboration avec le constructeur européen  huiles Eurol, aux Pays-Bas on a créé l’enterprise XADO Lube BV, qui produit les huiles XADO huile atomique avec le revitalisant atomique.

## Logo
Logo  XADO a été créé en 2000, par dessinateur de Kharkov Igor Makarov. Selon le plan tel qu'il avait "écrit" pressé du tube par gel comme le principal produit de XADO gel revitalisant, qui est produit dans les tubes. 

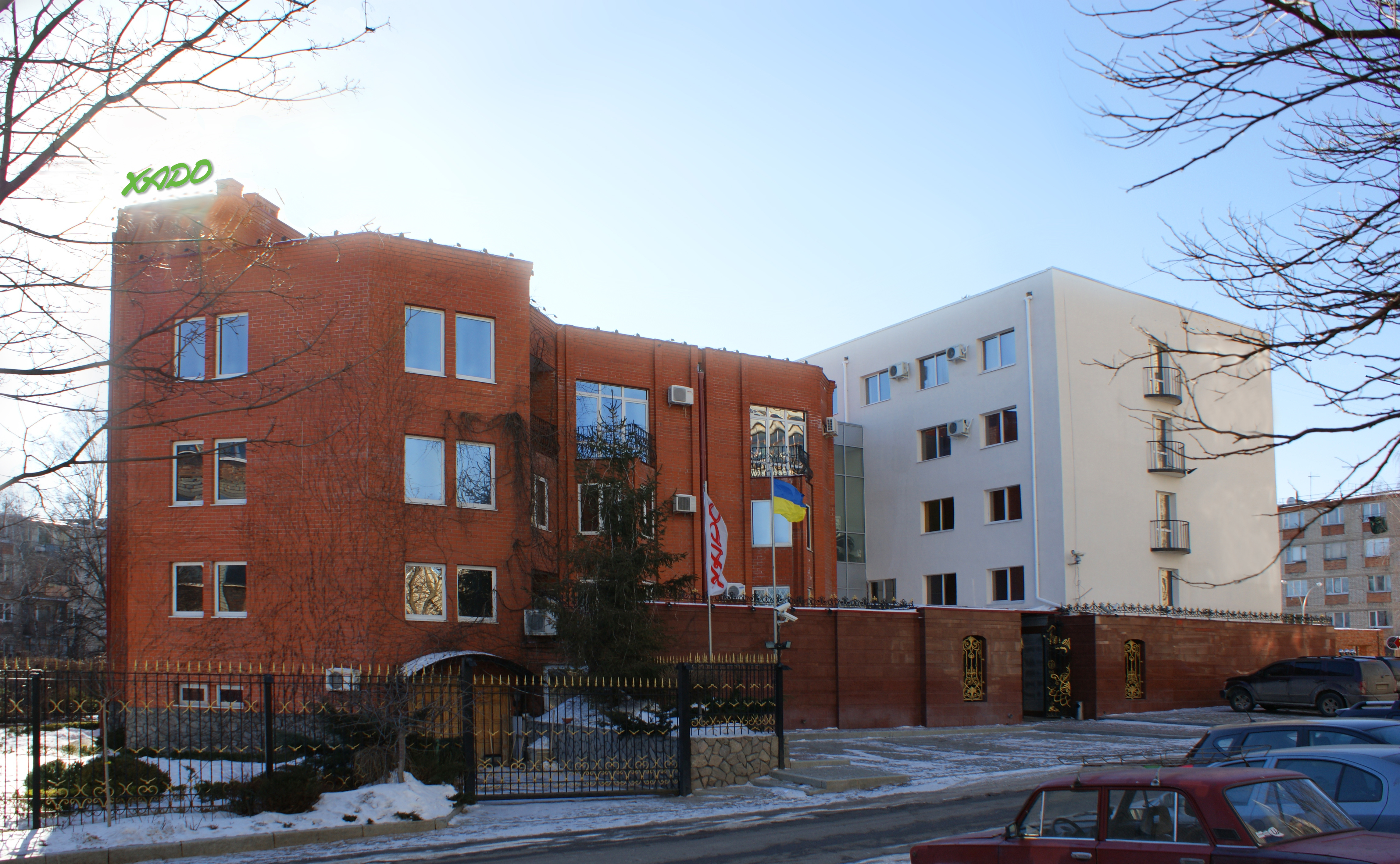
Siège de XADO est à Kharkov

## Activités
La société fabrique environ 250 types de produits (principalement pour l'entretien des véhicules), qui sont disponibles dans plus de 60 pays à travers le monde (les données sont pour mars 2011)). Part des exportations est d'environ 70 %. Les produits les plus célèbres : Gels-revitalisants XADO,, huiles moteurs Atomic Oil, autochimie de VeryLube. D'après les experts la société
XADO est un acteur majeur comme en Ukraine, aussi sur le marché russe de l'importation des solutions d’anti-friction présentent activement presque dans toutes les grandes régions de la Fédération russe. Sa part de marché est de 24 %, tandis que le segment nanocéramiques est jusqu'à 90 %.

## XADO et Sport
L'entreprise soutient activement les activités sportives de différents niveaux, du championnat aux événements dans le monde.
Le propriétaire de la commande motrice XADO Motorsport, du Champion de l'Ukraine dans le monde des rallyes et des circuits de course.
Partenaire de l'équipe russe de l'automobile KAMAZ-master (2004-2009).
Partenaire du boxeur russe Nikolai Valuev (2007-2008).
Partenaire de l'équipe ! Pro100 XADO - première l'équipe de jeu ukrainienne qui a gagné le concours international pour les jeux informatiques.